# 十日町市立水沢小学校
十日町市立水沢小学校（とおかまちしりつみずさわしょうがっこう）は、新潟県十日町市馬場にある市立小学校である。

## 概要